# Tanaecia palawana
Tanaecia palawana är en fjärilsart som beskrevs av Otto Staudinger 1889. Tanaecia palawana ingår i släktet Tanaecia och familjen praktfjärilar. Inga underarter finns listade i Catalogue of Life.